# Kaľava
Kaľava je obec na Slovensku v okrese Spišská Nová Ves, v Košickém kraji. Obec se nachází na jižních svazích pohoří Branisko a sousedí s obcemi Hrišovce, Kolinovce, Krompachy, Richnava, Vojkovce a Slatvina.

## Historie
První písemná zmínka o obci Kaľava je z roku 1300. Obec byla do poloviny 15. století součástí richnavského hradního panství, které bylo majetkem rodu Žehranský (Zsigray). Po vymření rodu spadla obec pod správu Spišského hradu (1453).
V roce 1672 byla známá první pečeť obce. V roce 1918 zde byla založena první škola a v roce 1949 proběhla elektrifikace obce. V roce 1950 byla vybudována cesta Kaľava–Kolinovice. 1985 výstavba fotbalového hřiště a v roce 1994 proběhla plynofikace obce.

## Obyvatelstvo a správa obce

### Vývoj obyvatelstva od roku 1869
| Rok sčítání | Počet obyvatel | Počet domů |
| ----------- | -------------- | ---------- |
| 1869        |                |            |
| 1880        | 260            | 34         |
| 1890        | 246            | 34         |
| 1900        | 304            | 45         |
| 1910        | 293            | 46         |
| 1921        | 296            | 47         |
| 1930        | 307            | 50         |
| 1950        | 402            | 74         |
| 1961        | 455            | 88         |
| 1970        | 532            | 100        |
| 1980        | 495            | 108        |
| 1991        | 409            | 99         |
| 2001        | 423            | 95         |
| 2011        | 421            |            |
| 2023        | 397            |            |

### Složení obyvatelstva podle náboženského vyznání (2011)
|                        | Počet obyvatel | %    |
| ---------------------- | -------------- | ---- |
| Římskokatolická církev | 335            | 79,6 |
| Řeckokatolická církev  | 1              | 0,2  |
| Pravoslavná církev     | 2              | 0,5  |
| Bez vyznání            | 82             | 19,5 |

### Složení obyvatelstva podle národnosti (2001)
|                      | Počet obyvatel | %    |
| -------------------- | -------------- | ---- |
| Slovenská            | 420            | 99,3 |
| Romská               | 2              | 0,5  |
| Ostatní a nezjištěno | 1              | 0,2  |

### Starostové obce
- 1990–1994 Jozef Bandžuch (KSS)
- 1994–2002 Jozef Bandžuch (SDĽ)
- 2002–2006 Jozef Bandžuch (SDĽ + KSS)
- 2006–2010 Jozef Bandžuch (NEKA)
- 2014–2018 Stanislav Čurilla
- 2018–2022 Jozef Rabatin
- 2022–2026 Roman Bandžuch (SMER–SD)

### Zastupitelstvo
- 1990–1994 – 12 zastupitelů
- 1994–1998 – 10 zastupitelů (3 HZDS, 2 KDH, 2 SDĽ, 2 SZS, 1 SDSS)
- 1998–2002 – 10 zastupitelů (7 SDĽ, 3 KSS)
- 2002–2006 – 5 zastupitelů (2 KSS, 1 HZDS, 1 KDH, 1 NEKA)

## Kultura a zajímavosti

### Památky
- Kaple sv. Kříže – postavena v roce 1932. Jednolodní prostor s polygonálním uzávěrem a rovným stropem. Okna s lomeným zakončením. Podobně je řešen portál. Zařízení z 1. poloviny 20. století s použitím barokních soch z konce 18. století

### Farní úřad
- Filiálka římskokatolického farního úřadu Slatvina

### Školství
- V obci se nachází mateřská a základní škola pro 1.–3. ročník.